# Ouse du Yorkshire
Pour les articles homonymes, voir Ouse.
L'Ouse est un cours d'eau du Yorkshire du Nord, en Angleterre. Elle traverse York et Selby et rejoint la Trent à Faxfleet pour former le grand estuaire Humber.

## Géographie

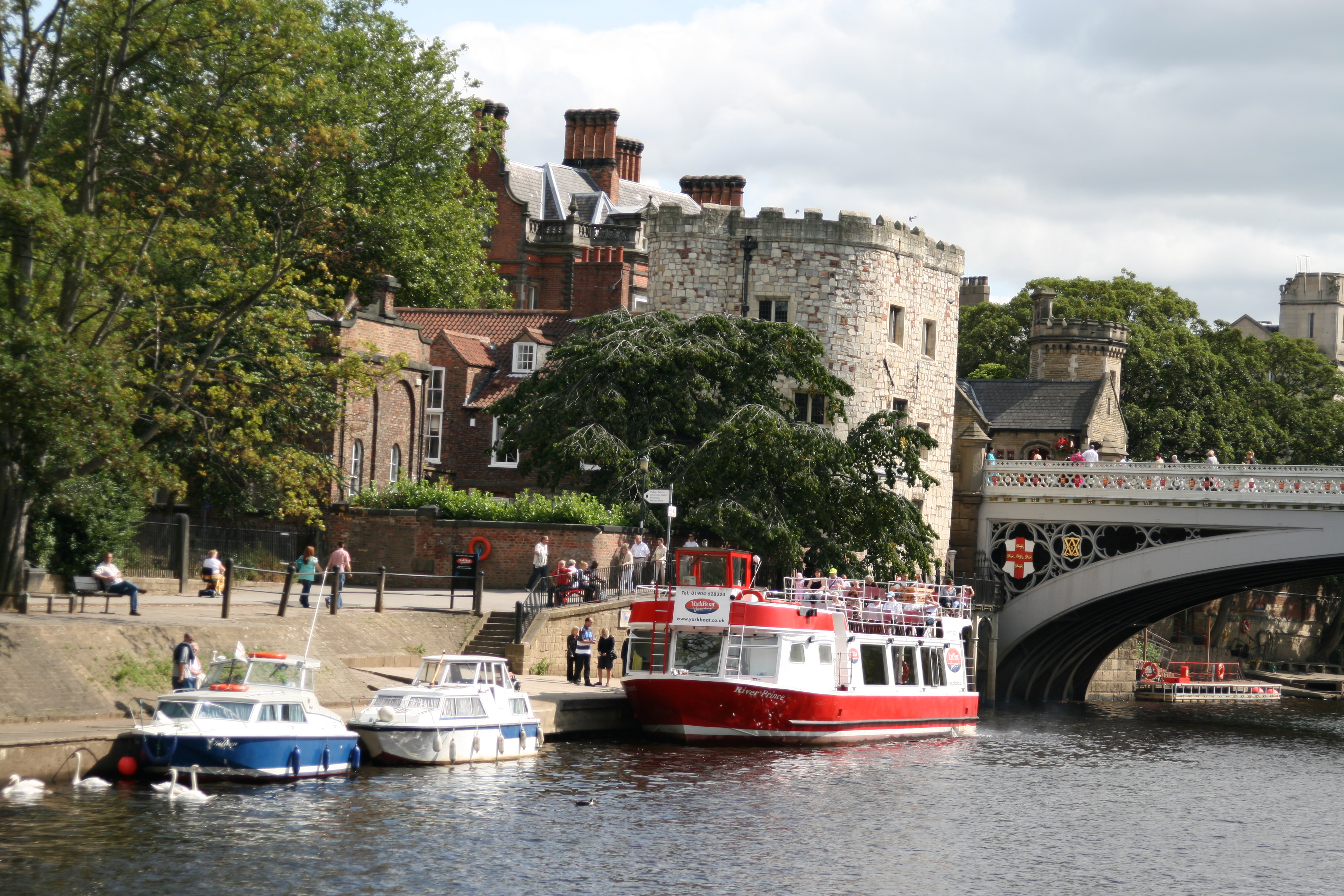
Bateaux sur l’Ouse au Lendall Bridge à York.

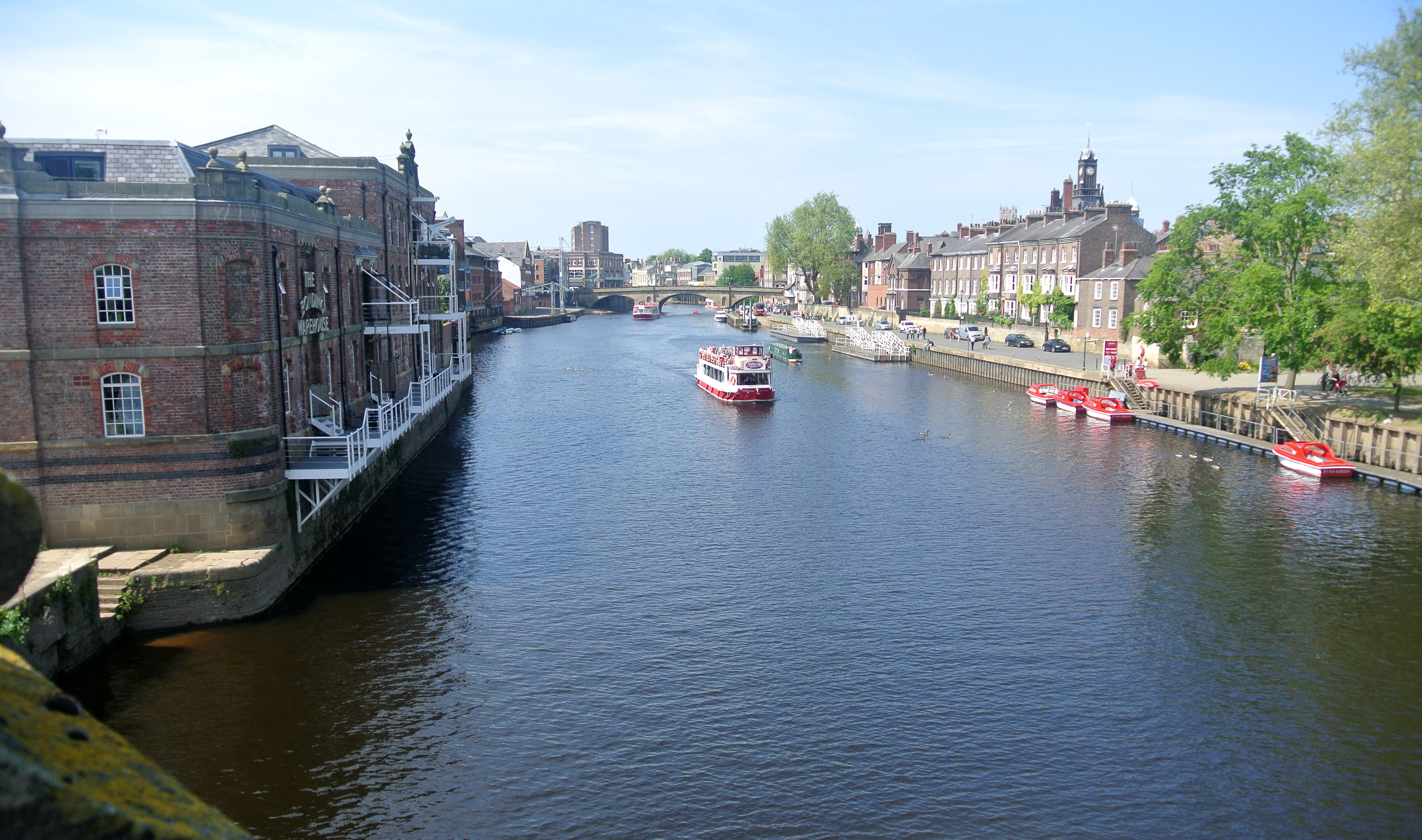
L’Ouse à York, vue depuis Skeldergate Bridge avec Ouse Bridge à l'arrière-plan.

Son bassin hydrographique (qui inclut le Derwent, l'Aire, le Don, la Wharfe, la Rother, la Nidd, la Swale, l'Ure et la Foss) draine la grande région de l'Angleterre du nord, y compris les Yorkshire Dales and North York Moors. La vallée de l'Ouse est une plaine large à faible dénivelé. De fortes précipitations dans son bassin versant peuvent la faire sortir de son lit. Ces dernières années, York et Selby, et les villages intermédiaires, ont été frappés par des inondations.
La rivière est régularisée par deux barrages, le premier à Linton-on-Ouse et le second à Naburn, avec des écluses de longueur × largeur = 45,7 × 4,6 m permettant la navigation vers York.
Au XVIIIe siècle et XIXe siècle, la rivière portait un trafic considérable pour l’époque, principalement vers Selby, où il y avait une douane, à l’aval, puis après 1826, avec l’ouverture du Aire and Calder Navigation, l’essentiel du trafic se reporta sur le port de Goole, toujours actif de nos jours, malgré l’interruption du transport de charbon, qui constituait l’essentiel des marchandises.

## Étymologie
Le toponyme « Ouse » est un hydronyme très répandu en Angleterre : il vient du mot celtique Usa, de *udso-, qui signifie simplement « eau ».
On a avancé que l’Ouse était autrefois dénommée Ure, mais cette allégation n’est appuyée d’aucune preuve. En revanche, on admet généralement une parenté entre Ure et le terme gaulois Isara, qui évolua vers Isure, Isurium, Isis et finalement le toponyme saxon Ouse (en français, une évolution similaire aurait donné Oise). Cela expliquerait aussi pourquoi l'affluent mineur Ouse Gill Beck qui se jette dans l'Ouse à Linton-on-Ouse prend le nom de la rivière dans laquelle il se jette.